# Titus Quinctius Flamininus (Konsul 150 v. Chr.)
Titus Quinctius Flamininus (* um 193 v. Chr.) war ein römischer Politiker und Senator Mitte des 2. Jahrhunderts v. Chr. Im Jahr 150 v. Chr. amtierte er als ordentlicher Konsul.

## Leben
Er gehörte dem Zweig der Quinctii Flaminini der patrizischen gens der Quinctier an. Gemeinhin wird angenommen, dass er ein Sohn des gleichnamigen Konsuls des Jahres 198 v. Chr. war; allerdings könnte auch dessen Bruder Lucius Quinctius Flamininus (Konsul im Jahr 192 v. Chr.) sein Vater gewesen sein.
Im Jahr 167 v. Chr. war er Mitglied einer dreiköpfigen Gesandtschaft des Senats, die von Rom freigelassene odrysische Geiseln, unter ihnen Bithys, ein Sohn des odrysischen Königs Kotys IV., auf deren Heimreise nach Thrakien begleitete. Im selben Jahr wurde er als Nachfolger des verstorbenen Gaius Claudius Pulcher zum Augur erhoben.
Über sein Konsulat, das er zusammen mit Manius Acilius Balbus im Jahr 150 v. Chr. ausübte, gibt es aufgrund der spärlichen Quellenlage kaum Informationen. Die früheren Stationen seines cursus honorum sind ebenfalls nicht datierbar. Friedrich Münzer spekuliert, Flamininus könne das Konsulat suo anno bekleidet haben, und schließt von daher auf 193 v. Chr. als Geburtsjahr und auf 153 v. Chr. als denkbares Jahr seiner Praetur. Zudem unterstellt Münzer eine enge politische Verbindung von Flamininus mit dem dreimaligen Konsul Marcus Claudius Marcellus, obwohl sich die Quellen hierüber ausschweigen.
Da Flamininus in Quellen zu den nachfolgenden Jahren, etwa zum Dritten Punischen Krieg (149–146 v. Chr.), keine Erwähnung mehr findet, wird angenommen, dass er bald nach seinem Konsulat gestorben ist.
Sein gleichnamiger Sohn diente im Jahr 123 v. Chr. ebenfalls als Konsul.